# Raasiku
Raasiku es un municipio rural y una localidad de Estonia perteneciente al Condado de Harju. Su capital es Aruküla. El municipio cuenta con 2 lugares poblados y 13 localidades.

## Lugares y localidades de Raasiku (población año 2011)
- Aruküla 1,965
- Härma 122
- Igavere 145
- Järsi 178
- Kalesi 189
- Kiviloo 65
- Kulli 126
- Kurgla 90
- Mallavere 65
- Peningi 180
- Perila 102
- Pikavere 61
- Raasiku 1,210
- Rätla 38
- Tõhelgi 43